# 天鷹座V605
天鷹座V605是在天鷹座的一顆變星，它是行星狀星雲阿貝爾58的中心恆星，表現出類似於北冕座R型變星（R Coronae Borealis variable，RCB）的特徵，但自1919年以來出現奇特的亮度變化。它的光譜特徵呈現氫的缺乏和其他典型的RCB的功能。